# Aage Nielsen-Edwin
Aage Nielsen-Edwin (17. juli 1898 i København, død 19. oktober 1985 i Reykjavík, Island) var en dansk billedhugger. Han hed oprindeligt Nielsen, men kaldte sig Nielsen-Edwin fra ca. 1920 og Nielsen-Edwin fra ca. 1925.
Han stod i lære som modellør på Den kongelige Porcelainsfabrik fra 1912 til 1916 og gik senere på teknisk skole i København. Fra 1916 til 1024 gik han i perioder på aftenskole på Kunstakademiet i København hvor han havde Carl Aarsleff og Einar Utzon-Frank som lærere.
Hans værker er i en naturalistisk klassicistisk stil. Han rejste meget. Nielsen-Edwin giftede sig med islænding i 1921 og emigrerede til Island i 1946. Han udstillede på mange udstillinger, bl.a. i billedhuggerudstillingen ved de olympiske lege i 1936 i Berlin. Nielsen Edwin fik Eckersberg Medaillen i 1943.